# Duke Buchan
Richard Duke Buchan III (3 de juliol del 1963) és un empresari, diplomàtic, inversor financer, granger i filantrop estatunidenc.
Exercí d'ambaixador dels Estats Units a Espanya i Andorra entre 2017 i 2021. És el fundador i president executiu de Hunter Global Investors, una empresa privada de gestió d'inversions.

## Joventut i educació
Buchan va criar-se prop de Henderson, Carolina del Nord, a la plantació de tabac i l'explotació ramadera de la seva família. Es va graduar en Ciències Econòmiques i Espanyol per la Universitat de Carolina del Nord a Chapel Hill (UNC-CH) el 1985 i va obtenir un Màster en administració d'empreses per l'Escola de negocis Harvard el 1991.
A la UNC-CH, Buchan va participar en el programa d'estudis universitaris a l'estranger a la Universitat de Sevilla, Espanya, del 1983 al 1984 i també va estudiar a la Universitat de València en 1980. Més tard va comentar en relació amb els seus estudis a Espanya: "L'estudi de la llengua, la literatura i la cultura espanyoles em va proporcionar un passaport a un món fora de les fronteres dels Estats Units i em va aportar una perspectiva global".

## Carrera professional
A principis de la dècada del 1990, Buchan va començar la seva carrera en la banca d'inversió. Del 1992 al 1997, va ostentar el càrrec de Vicepresident a Merrill Lynch. Allà es va especialitzar en finances corporatives i en fusions i adquisicions en el sector de serveis financers d'Amèrica Llatina, els Estats Units i Europa.
Després de treballar en diverses companyies financeres, l'any 2001 Buchan va fundar Hunter Global Investors a Nova York. En 2007, Hunter posseïa aproximadament 1.500 milions de dòlars en actius sota gestió. Després de batre els mercats de valors dels Estats Units per un 46% entre el 2001 i març del 2011, Buchan va tancar un dels seus fons al desembre del 2011 a causa de les pèrdues derivades de la crisi del deute europeu i va retornar els diners als inversors. V transformar Hunter Global Investors en una oficina familiar dedicada a estratègica per administrar els actius de la seva família, i continua gestionant dos fons, amb els quals inverteix en diversos tipus d'actius a nivell mundial, inclòs el sector de béns seents. Buchan ha viatjat, viscut i fet negocis en més de 50 països durant gairebé quatre dècades.

## Filantropia

### El Fons d'Excel·lència Buchan
L'any 2011, Buchan va crear el Fons d'Excel·lència Buchan en el Departament de Llengua i Literatura Romàniques de la UNC-CH, "la major dotació individual realitzada a Carolina dedicada a donar suport a professors i estudiants universitaris i de postgrau de la llengua, la literatura i la cultura espanyoles". El fons ha contribuït a fer que estudiants i professors puguin continuar investigant sobre temes de la cultura i la lingüística espanyoles, i també els ha permès viatjar a Espanya i a altres països de parla hispana.
En 2012, el Fons d'Excel·lència Buchan va finançar el projecte "21st Century Pen Pals" del Departament de Llengua i Literatura Romàniques de la UNC-CH, un programa d'intercanvi per vídeo entre escolars nord-americans i espanyols.

## UNC-CH i Escola de Negocis de Harvard
Al desembre del 2016, el Buchan House, el nou edifici de la Fundació d'Arts i Ciències de la UNC-CH, va obrir les portes després que Buchan donés els diners per comprar i renovar l'antiga biblioteca pública de Chapel Hill a fi de convertir-la en la nova seu de la fundació.
Buchan és Vicepresident del Consell d'Administració de la Fundació de Ciències i Arts de la UNC-CH, així com membre del Consell Filantròpic del Rector, i va participar en el Gabinet de Planificació de Campanyes de la Universitat.
També va contribuir a la recaptació de fons per a l'Escola de negocis de Harvard.

## Política
Després de donar suport a la campanya presidencial de l'exgovernador Jeb Bush el 2016 i de participar en el comitè executiu del PAC (comitè d'acció política) "Right to Rise" de Bush, Buchan i la seva esposa Hannah es van convertir en uns dels primers donants de la campanya presidencial de Donald Trump. Buchan va acompanyar Trump en els seus mítings, en la Convenció Nacional Republicana i en els tres debats presidencials. El dia de la presa de possessió, els Buchan van acudir a l'església amb Trump i la seva família, i van asseure's prop de Trump quan aquest va jurar el seu càrrec com a president.
Buchan és membre del Consell Presidencial del Comitè Nacional Republicà (RNC) i va ser president del Comitè per a la Victòria Estatal del RNC a Nova York i Florida. En 2015 i 2016, Buchan també va contribuir a les victòries de Paul Ryan, John McCain i Marco Rubio, entre d'altres.

## Vida personal
Buchan i la seva esposa Hannah tenen tres fills. La família posseeix i gestiona una granja on es conreen més de 100 varietats de tomàquets de l'herència, verdures criolles i crien cavalls. Els Buchan tenen una botiga de verdures, desenvolupen noves varietats de tomàquets i donen els seus productes a organitzacions benèfiques. Buchan també posseeix una finca equina al comtat de Dutchess, una casa a Palm Beach, Florida, i un apartament a la Cinquena Avinguda de Manhattan.
A més d'anglès, Buchan parla espanyol i té coneixements bàsics de català.